# Il continuum di Gernsback
Il continuum di Gernsback (The Gernsback Continuum) è un racconto breve di fantascienza dello scrittore canadese di origini statunitensi William Gibson, pubblicato nel 1981.

## Storia editoriale
Il racconto, è stato pubblicato nel 1981 nell'antologia Universe 11 e fu la prima opera professionale di Gibson. Appena pubblicato il racconto non riscosse un grande successo ma servì a chiarire la posizione di Gibson nei confronti della corrente letteraria successivamente ribattezzata cyberpunk e la sostanziale appartenenza dell'autore al movimento artistico, tanto da essere incluso nella raccolta-manifesto del cyberpunk Mirrorshades, pubblicata nel 1986 a cura di Bruce Sterling. Nello stesso anno Il continuum di Gernsback fu anche ripubblicato nella raccolta di racconti di Gibson La notte che bruciammo Chrome (Burning Chrome).
Il nome Gernsback deriva da quello dell'editore Hugo Gernsback, attivo nella cosiddetta "epoca d'oro della fantascienza" e nei confronti della quale si muove la critica di Gibson avanzata dall'autore nel racconto.

## Trama
(William Gibson, Il continuum di Gernsback)
Il fotografo, narratore del racconto, viene incaricato dal suo agente, Cohen, di effettuare un servizio fotografico sull'architettura Art déco nel Nord America degli anni 1930 per conto di Dialta Downes, una famosa storica dell'arte. Durante il lavoro il fotografo si trova trasportato in un mondo alternativo, popolato di "fantasmi semiotici", ossia simboli di una realtà alternativa, oggetti e macchine fantastiche provenienti da un possibile futuro mai realizzatosi. Il peregrinare tra le strutture fatiscenti appartenenti a un passato americano fortemente influenzato dall'estetica futuristica, causa contaminazioni tra il reale e una realtà parallela, il cosiddetto "continuum di Gernsback".
Il protagonista si rivolge a Merv Kihn, giornalista specializzato in editoria pulp e pseudoscientifica, che lo aiuta a liberarsi dei fantasmi e dalle visioni oniriche, forse stimolate dall'assunzione di amfetamine da parte del fotografo.

## Personaggi
Il narratore
(William Gibson, Il continuum di Gernsback)
Fotografo professionista, riceve l'incarico di realizzare un servizio sull'architettura Art déco nel Nord America degli anni 1930. Viene a contatto con un mondo alternativo, contaminato dalle visioni futuristiche dell'epoca.
CohenL'agente del fotografo.
Dialta DownesCritica d'arte, la committente del servizio fotografico.
Merv KihnGiornalista specializzato in editoria pulp e pseudoscientifica. Suggerisce al fotografo un metodo per liberarsi dai fantasmi semiotici.

## Opere derivate
Nel 1993 Il continuum di Gernsback è stato trasposto in un film TV con il titolo di Tomorrow Calling, per la regia di Tim Leandro.

## Influenza culturale
Nell'opera compare per la prima volta il termine "fantasma semiotico" ("semiotic ghost"), coniato per l'occasione da William Gibson e che sarà successivamente utilizzato in altri contesti per definire frammenti di immaginario culturale collettivo che si sono diffusi e acquisito autonomia.

## Edizioni
- (EN) William Gibson, The Gernsback Continuum, in Terry Carr (a cura di), Universe 11, Doubleday, giugno 1981, ISBN 978-0-385-17226-4.
- (EN) William Gibson, The Gernsback Continuum, in Bruce Sterling (a cura di), Mirrorshades: The Cyberpunk Anthology, Arbor House, 1986, ISBN 978-0-87795-868-0.
- (EN) William Gibson, The Gernsback Continuum, in Burning Chrome, 1ª ed., Arbor House, 1986,  p. 200, ISBN 0-87795-780-0.
- William Gibson, Il continuum di Gernsback, in La notte che bruciammo Chrome, traduzione di Delio Zinoni, prefazione di Bruce Sterling, Urania n. 1110, Arnoldo Mondadori Editore, 1989,  p. 176.
- William Gibson, Il continuum di Gernsback, in Bruce Sterling (a cura di), Mirrorshades. L'antologia della fantascienza Cyberpunk, I grandi tascabili Bompiani n° 323, Bompiani, 1994, ISBN 88-452-2151-2.
- William Gibson, Il continuum di Gernsback, in La notte che bruciammo Chrome, Piccola biblioteca Oscar Mondadori, Mondadori, 1999, ISBN 88-04-47137-9.